# Together for the First Time...Live
Together for the First Time...Live es un doble álbum en vivo del cantante Bobby Bland y el guitarrista B. B. King. Fue lanzado en octubre de 1974 a través de ABC/Dunhill Records.

## Recepción de la crítica
Un escritor no especificado de la revista Cash Box describió el álbum como “un gran LP de blues”. Un escritor no especificado de Record World describió el álbum como “uno de los lanzamientos más enérgicos que ha llegado al mercado en mucho tiempo”.

## Lista de canciones
Lado uno
1. «Introduction/3 O'Clock in the Morning» – 3:15
2. «It's My Own Fault Baby» – 4:13
3. «Driftin' Blues» – 5:10
4. «That's the Way Love Is» – 3:51

Lado dos
1. «I'm Sorry» – 9:55
2. «I'll Take Care of You» – 3:50
3. «Don't Cry No More» – 2:33

Lado tres
1. «Don't Want a Soul Hangin' Around» – 3:52
2. «Medley» – 14:00

1. «Good to Be Back Home»
2. «Driving Wheel»
3. «Rock Me Baby»
4. «Black Night»
5. «Cherry Red»
6. «It's My Own Fault Baby»
7. «3 O'Clock in the Morning»
8. «Oh, Come Back Baby»
9. «Chains of Love»
10. «Gonna Get Me an Old Woman»

Lado cuatro
1. «Everybody Wants to Know Why I Sing the Blues» – 6:19
2. «Goin' Down Slow» – 5:16
3. «I Like to Live the Love» – 6:00

## Posicionamiento
| Gráfica (1975)                            | Pico de posición |
| ----------------------------------------- | ---------------- |
| Estados Unidos (Billboard Top LPs & Tape) | 43               |